# Mokrije, Dobrla vas
Dobrla vas (nemško Mökriach) je naselje v Občini Dobrla vas v Okraju Velikovec na Koroškem v Avstriji.